# جاك تورنر
جاك تورنر (بالإنجليزية: Jack Turner)‏ (و. 1939 – 2013 م) هو لاعب كرة السلة، من الولايات المتحدة، ولد في نيوبورت، يلعب كلاعب هجوم صغير الجسم، توفي في نيوبورت، عن عمر يناهز 74 عاماً.

## روابط خارجية
- جاك تورنر على موقع إن بي أي (الإنجليزية)
- جاك تورنر على موقع سبورتس رفرنس (الإنجليزية)
- جاك تورنر على موقع كلية كرة السلة في سبورتس رفرنس.كوم (الإنجليزية)
- جاك تورنر على موقع ريلجم (الإنجليزية)